# Ligament inguinal réfléchi
Le ligament inguinal réfléchi (ou ligament réfléchi du muscle oblique externe de l'abdomen ou ligament de Colles ou pilier postérieur du muscle grand oblique ou pilier postérieur du canal inguinal) est un ligament du canal inguinal.

## Structure
Le ligament inguinal réfléchi est une expansion du faisceau tendineux du muscle oblique externe de l'abdomen, du ligament lacunaire et du ligament inguinal.
C'est une couche de fibres tendineuses de forme triangulaire qui descend derrière le ligament rond chez la femme ou le cordon spermatique chez l'homme. Il passe derrière le pilier médial de l'anneau inguinal superficiel et devant le tendon conjoint.
Il se fixe sur le bord supérieur du pubis, le tubercule pubien et l'extrémité médiale du pecten du pubis du côté opposé.
Il contribue à la paroi antérieure du canal inguinal.